# Erlöserkirche Wiesbaden-Sauerland

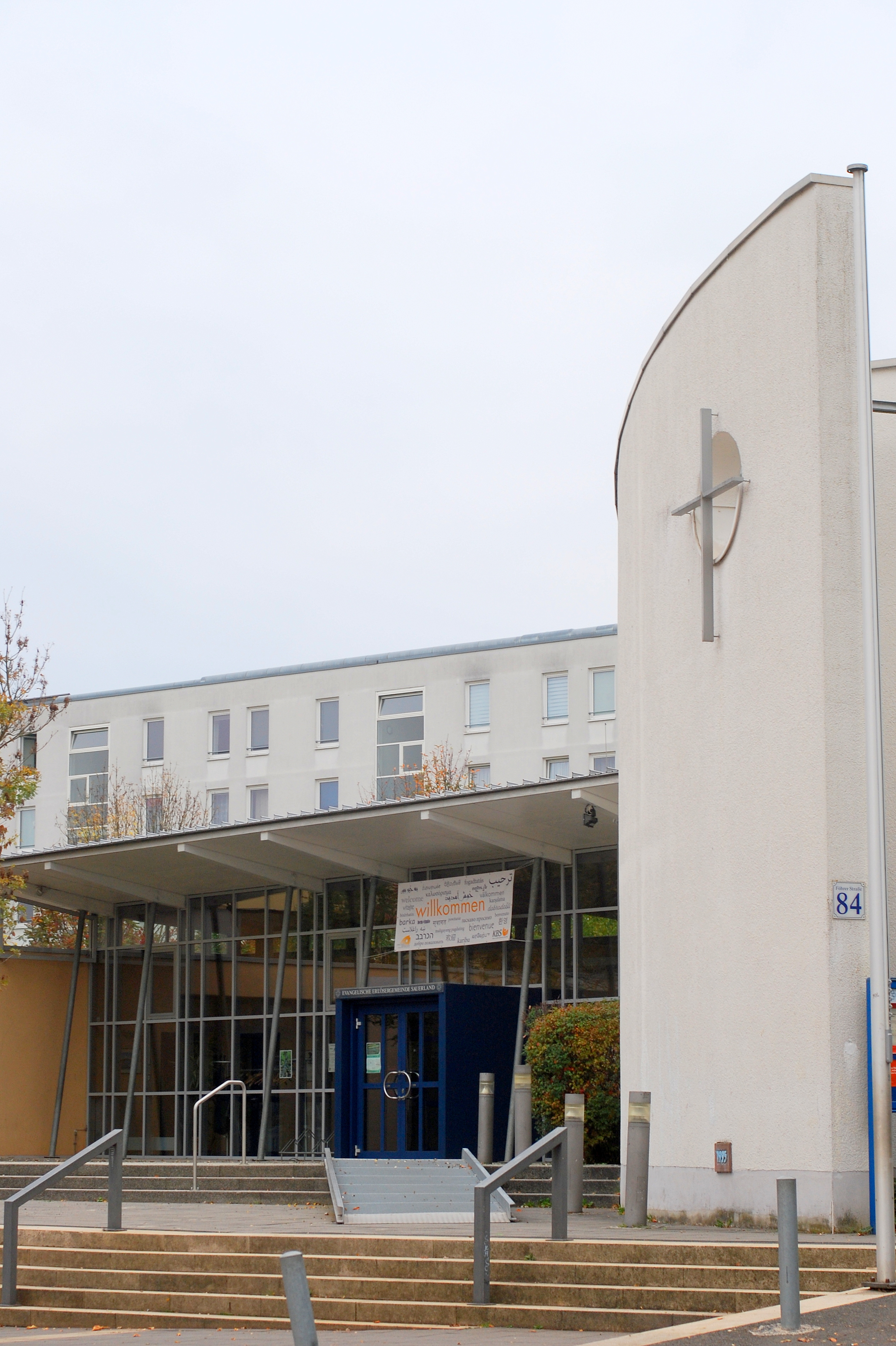
Außenansicht der evangelischen Erlöserkirche mit Gemeindezentrum und Kirchenbau

Die Erlöserkirche in der hessischen Landeshauptstadt Wiesbaden ist ein Kirchenbau der Evangelischen Kirche Hessen und Nassau, die 1995 im Ortsbezirk Dotzheim-Sauerland errichtet wurde. Der Einzugsbereich der Gemeinde liegt zum größten Teil auf dem Gebiet des Wiesbadener Ortsbezirks Dotzheim, zum kleineren Teil auf dem Wiesbaden-Biebrichs.

## Geschichte

### Geschichte der Gemeinde
Die Geschichte der Evangelischen Erlösergemeinde beginnt im Jahr 1969, als sie als Filialgemeinde der Dotzheimer Kirche gegründet wurde. Als Kirchengebäude diente der Gemeinde eine Holz-Kapelle, die an der Erich-Ollenhauer-Straße gelegen ist. Im Jahr 1976 wurde die Gemeinde von der Kirchenverwaltung in Darmstadt als eigenständige Evangelische Kirchengemeinde Wiesbaden-Sauerland anerkannt; der gemeinsame Kirchenvorstand mit der nun ehemaligen Mutter-Gemeinde Dotzheim wurde aufgelöst. Die Kirchengemeinde gehört zum Dekanat Wiesbaden der Propstei Rhein-Main der Evangelischen Kirche in Hessen und Nassau.

### Baugeschichte der Kirche
Die Gemeinde hatte von Anfang an die Vorstellung, aus der provisorisch bezogenen Holzkapelle in einen eigenen neuen Kirchenbau zu ziehen. Diese Vorstellungen wurden gefördert durch den Beschluss des Wiesbadener Magistrats mit der Siedlung Neu-Sauerland ein neues Wohngebiet für 4000 Menschen zu schaffen. Nach langen Verhandlungen wurde ein Kirchenneubau schließlich in den Raumbedarfsplan eingearbeitet. Der der Kirchengemeinde anschließend zugewiesene Bauplatz für Kirche und neues Gemeindezentrum fand sich auf einem Areal mit dem Namen 'In den Zehn Morgen'; dieser Name bezeichnet eine Anbaufläche, auf der früher der sog. Zehnt für den Grundherren angebaut wurde. Das Ensemble liegt heute repräsentativ am sog. Marktplatz des Ortsteils Sauerland, der auch die Grundschule Sauerland und den städtischen Kindergarten beherbergt.
Aus einem 1992 ausgeschriebenen Architektenwettbewerb ging das Büro Hügemeier und Thrun als Sieger hervor. Der Architekt Wolfgang Thrun übernahm die Bauleitung. Die Baugenehmigung für den neuen Kirchenbau wurde im Mai 1995 erteilt, bereits im Dezember 1995 konnte die Grundsteinlegung durchgeführt werden. Im Mai 1997 zog die Kirchengemeinde in den fertig gestellten Neubau um.

## Architektur
Der Kirchenbau samt Gemeindezentrum ist in Beton ausgeführt, wobei das Gemeindezentrum in seinem Aussehen vor allem durch eine vollständige Verglasung zur Schauseite des Gebäudes hin bestimmt ist.

### Äußeres

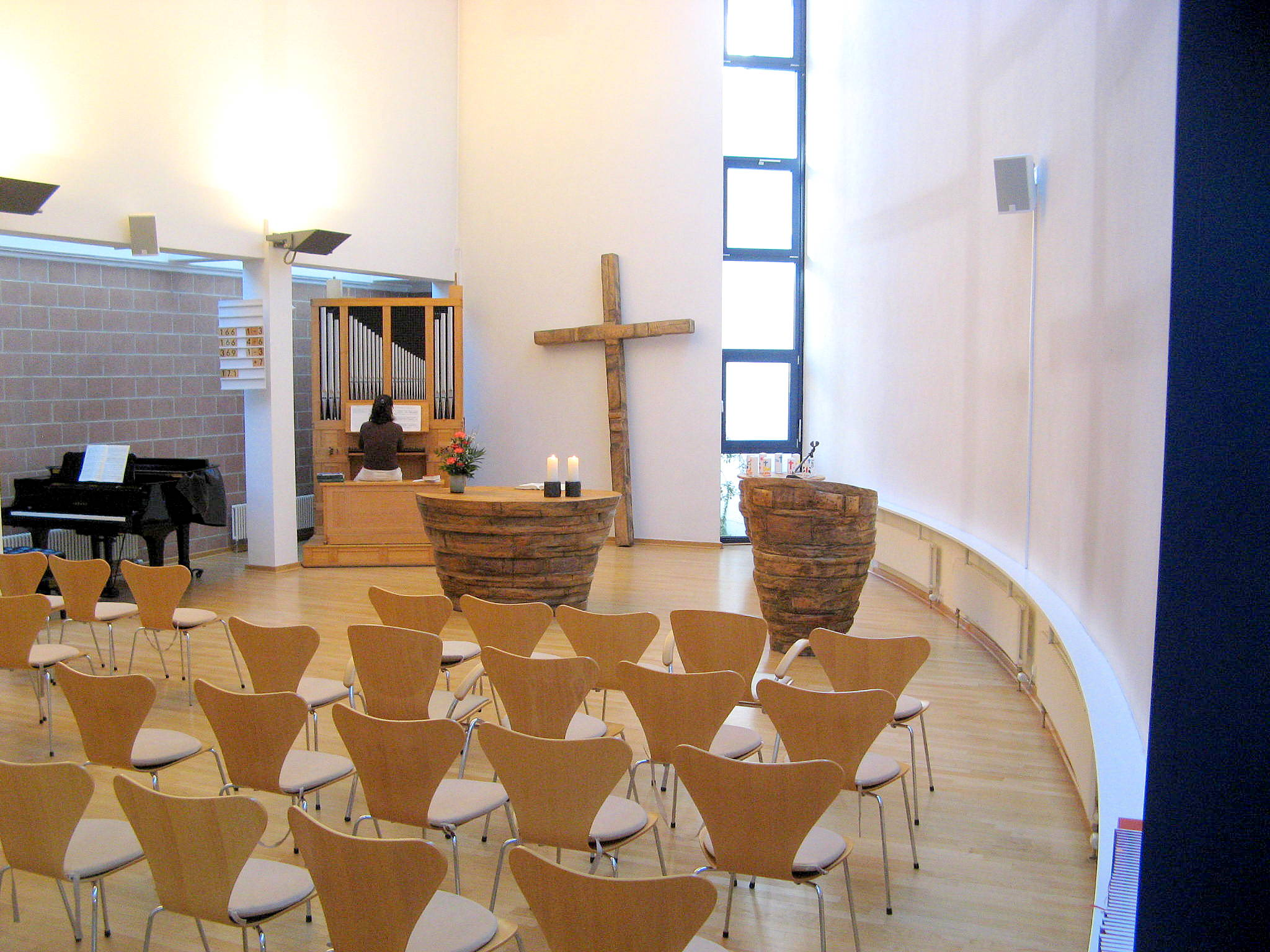
Innenansicht der Erlöserkirche

Das Gemeindezentrum und der Kirchenbau sind von stark heterogenem Charakter: Das Gemeindezentrum ist vollverglast, der Kirchenbau, bis auf eine verdeckte schmale Fensterreihe und Oberlichter, fensterlos. Hiermit wollte der Architekt die Transparenz und die Konzentration ausdrücken, die den verschiedenen Aufgaben einer modernen Kirchengemeinde entspricht: auf der einen Seite die diakonische Aufgabe für die Gesellschaft, auf der anderen Seite kirchliches Leben, Gottesdienst und Gebet in störungsfreier Umgebung.

### Inneres
Das Gemeindezentrum und der Kirchenbau, nach außen hin formal streng getrennt, gehen im Innern der Bauteile fließend ineinander über. Durch vollständig einfahrbare Wandsegmente können Gemeindezentrum und Kirche in verschiedenen Stufen voneinander getrennt werden. Die Funktionsräume (Pfarrbüro, Küche, Toiletten, Lager und Jugendraum) bilden einzelne Einheiten, die vom Gemeindezentrum her erreicht werden können.
Das Mobiliar des eher nüchternen Kirchenraums wurde vollständig in Holz ausgeführt. Altar, Taufbecken und Kreuz sind aus Holzelementen zusammengesetzt, die zuvor mit der Säge grob geschnitten und im Nachgang in Handarbeit geglättet und geölt wurden.

## Orgel

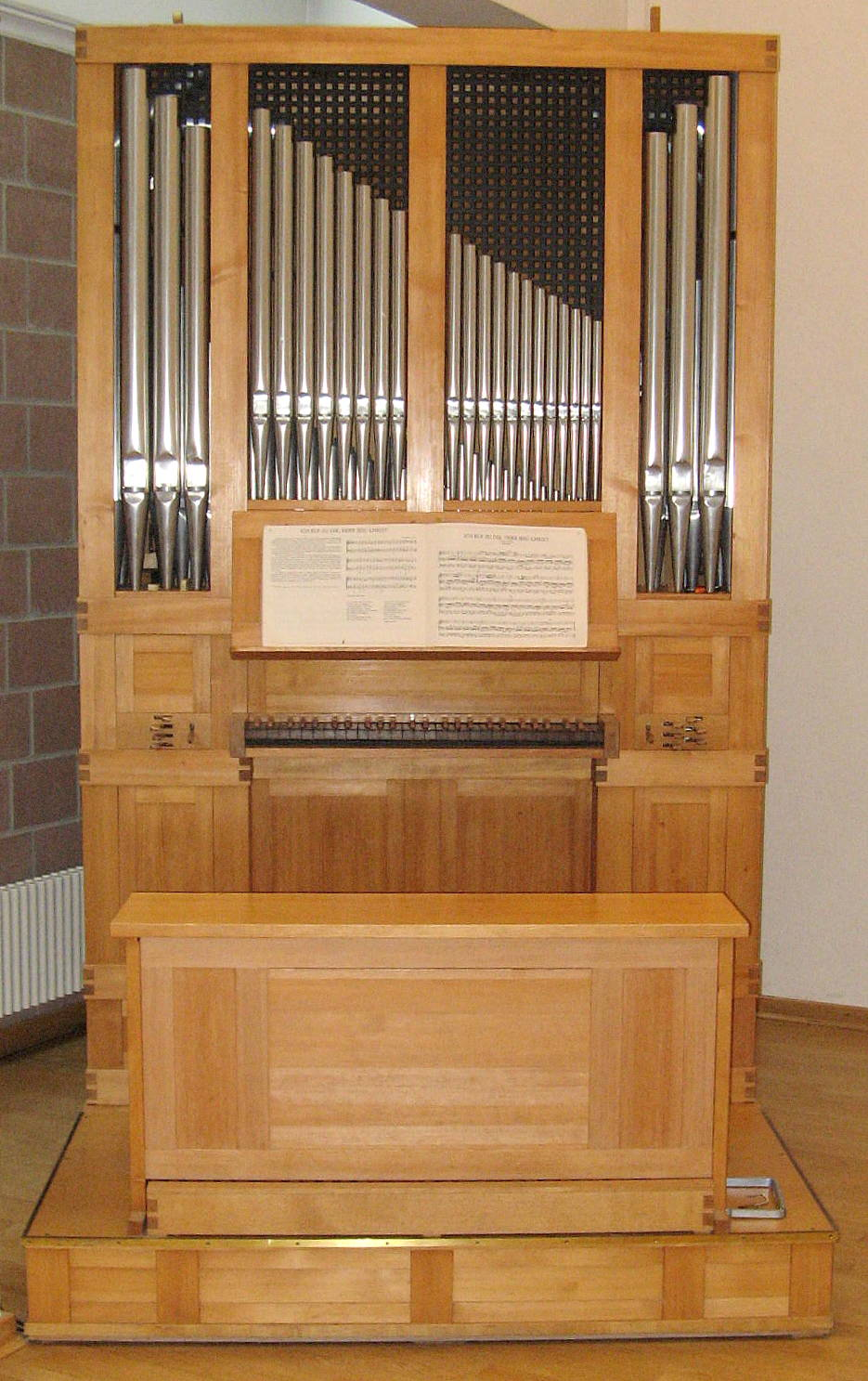
Orgel von Matthias Breuning

Die Orgel baute der Orgelbauer Matthias Breuning im Rahmen seiner Meisterprüfung und erweiterte sie im Jahr 2001 um ein freies Pedal und eine Pedalkoppel. Die Intonation übernahmen die Orgelbaumeister Stephan Heberlein und Siegfried Jehmlich. Weitere Hinweise zur Ausgestaltung der Orgel steuerte der Organist der Evangelischen Paul-Gerhardt-Gemeinde Wiesbaden-Kohlheck, Helmut Asmis († 2019), bei.
Das Instrument verfügt über acht Register mit insgesamt 357 Pfeifen, von denen 276 aus einer Zinn-Blei-Legierung und 81 aus Holz gefertigt sind. Die größte Pfeife hat eine Länge von 2 1⁄2 Metern, während die kleinste ohne ihren Pfeifenfuß nur etwa 8 Millimeter misst. Die einmanualige Orgel hat eine Registerteilung zwischen h und c1, was die Klangmöglichkeiten erheblich erweitert. Zwei Aliquotregister sind nur in hoher Lage ausgeführt. Die Registertraktur des Manualwerks erfolgt über Registerzüge und im Pedal (Koppel und Subbass) über Fußhebel.
Es wurde eine mitteltönige Stimmung gelegt, in der viele reine Terzen zur Verfügung stehen. Dadurch ist die Orgel zur Darstellung von Werken der Renaissance und des Barock geeignet und nimmt im Dekanat Wiesbaden eine besondere Stellung ein.
Die Disposition lautet wie folgt:
| I Manual C–f3 |        |
| Gedeckt B/D   | 8′     |
| Principal B/D | 4′     |
| Rohrflöte B/D | 4′     |
| Quinte D      | 2 ⁄3′  |
| Octav B/D     | 2′     |
| Terz D        | 1 3⁄5′ |
| Quinte B/D    | 1 ⁄3′  |

| Pedal C–d1 |     |
| Subbass    | 16′ |

- Koppeln: I/P

## Gemeinde-Organisation

### Dienstzeiten der Pfarrer
Fehlende Zeiten sind zum Teil mit Vakanz-Vertretungen überbrückt worden
- Juni 1967 – November 1968: Pfr. Botho Schneider-Ludorff
- April 1969 – Juni 1976: Pfrin. Eveline Clotz
- Januar 1978 – Januar 1982: Pfr. Harald Müller
- November 1982 – Sommer 1990: Pfr. Joachim Schließer
- Januar 1991 – März 1995: Pfr. Reinhardt Schellenberg
- August 1995 – Dezember 2013: Pfr. Andreas Jung
- September 2015 – Mai 2022: Pfrin. Katharina Wegner

### Anschrift
Das Gemeindezentrum und der Kirchenbau liegen in der Föhrer Str. 84; das Pfarrbüro in der Föhrer Str. 70.